# Dragoljub Brnović
Dragoljub Brnović (Titograd, 2 novembre 1963) è un ex calciatore jugoslavo.

## Carriera

### Nazionale
Disputò 25 gare in nazionale, segnando anche una rete, tra il 1987 ed il 1990, disputando la fase finale dei Mondiali di calcio Italia 1990.

## Palmarès

### Club

#### Competizioni nazionali
- Coppa di Jugoslavia: 1

Partizan: 1988-1989

#### Competizioni internazionali
- Coppa Piano Karl Rappan: 1

Buducnost: 1981